# الطور (یمن)
 الطور  دهستان بزرگی از توابع استان حَجّه در کشور یمن و در شبه جزیره عربستان واقع می‌باشد. 

## جمعیت
جمعیت این دهستان در حدود ۳۱۱۷۸ نفر می‌باشد. ساکنان این دهستان از پیروان مذهب مالکی و از پیروان امام مالک ابن انس می‌باشند.

## روستاها
این دهستان شامل چند روستای بزرگ وکوچک می‌باشد که به شرح زیر می‌باشند:
- روستای البونی
- روستای بَنی صَنعان
- روستای الَحواتم
- روستای حواتم الخضر
- روستای الشرع
- روستای خُوش
- روستای ربع مسعود
- روستای ربع الشمری

## منبع
- المقحفی، ابراهیم، احمد ، (مُعجَم المُدُن وَالقَبائِل الیَمَنِیَة) ، منشورات دار الحکمة، صنعاء، چاپ پنجم، وانتشار سال ۱۹۸۵ میلادی به (عربی).